# Maria Alice Nascimento Souza
Maria Alice Nascimento Souza (Foz do Iguaçu) é uma socióloga e foi a primeira mulher a ocupar o cargo de diretora-geral da Polícia Rodoviária Federal, após a exoneração de Hélio Cardoso Derenne. Ela também foi a primeira mulher a ocupar o cargo de direção de uma instituição policial no Brasil.

## Formação
É graduada em Ciências Sociais com especialização em Sociologia, Ciências Políticas e Antropologia, pela Universidade Federal do Paraná.

## Carreira

### Ingresso na Polícia Rodoviária Federal
Maria entrou na Polícia Rodoviária Federal (PRF) em 1985. Ela e outras quatro agentes foram as primeiras mulheres a ingressarem na PRF. No ano seguinte, por vontade própria, se tornou a primeira mulher motociclista da PRF. Ela atuou nos estados de Mato Grosso do Sul, Alagoas, Roraima e Paraná nas áreas operacional, tática, e administrativa, na Comissão de Ética e Disciplina, na Assessoria de Gabinete, Assessoria Parlamentar e na Assessoria de Comunicação, até chegar ao cargo de Superintendência Regional da Polícia Rodoviária Federal no Paraná, em 2006. Se aposentou do órgão em 1 de janeiro de 2009, porém exerceu a função até 2011.

### Diretora-Geral da Polícia Rodoviária Federal
No dia 29 março de 2011, virou a primeira mulher a ocupar o cargo de diretora-geral da Polícia Rodoviária Federal após a exoneração de Hélio Cardoso Derenne por irregularidades na fiscalização das rodovias federais. A queda foi motivada pelos pedidos de representantes sindicais e policiais, que não queriam que os altos cargos fossem preenchidos por indicações políticas. Ela foi escolhida pelo Ministro da Justiça José Eduardo Cardozo por ele ter gostado de sua atuação na PRF. Quando assumiu, a PRF se encontrava dividida em grupos, com apadrinhamento político, e com efetivo menor do que o necessário.
Maria trabalhou na implementação do Plano Nacional de Prevenção a Acidentes, para se chegar ao que foi estabelecido pela Década de Ações na Segurança Viária da Ogranização das Nações Unidas (ONU). Os acidentes nas estradas do Brasil deveriam cair pela metade até 2020.
Em sua gestão, ela resolveu a questão do concurso da PRF de 2009, e tentou resolver a questão histórica do efetivo cooperando com o Plano Estratégico de Fronteiras do Governo Federal. Em dezembro de 2012, ela apresentou projeto à Casa Civil para aumentar o efetivo da PRF em mais 4,5 mil policiais até 2014. Em março de 2014, criou a Academia Nacional da Polícia Rodoviária Federal. A previsão era que 1.200 novos cadetes se formassem ainda em maio, mas o efetivo ainda estaria abaixo do necessário em Santa Catarina.
As mortes durante o carnaval bahiano caíram. Em 2013, a PRF aumentou seu efetivo em 20% e aplicou a política de tolerância zero ao uso de álcool, reduzindo as mortes em 18%, chegando ao seu menor patamar em dez anos. Em 2015, as mortes diminuiram cerca de 41%  quando comparado ao ano anterior.
Em junho de 2015, lançou a Declaração Eletrônica de Acidente de Trânsito (e-DAT), que substituiu o boletim de ocorrência para acidentes sem vítimas.
Ela virou uma referência e palestrou em diversas ocasiões, incluindo na Association of Chiefs of Police (IACP) em Chicago.
Durante sua gestão, a PRF atuou em protestos, como as Jornadas de Junho, e os protestos contra a copa do mundo e em grandes eventos, como a Copa Fifa 2014, onde realizou a Operação Copa do Mundo 2014, e nos Jogos Olímpicos e Paralímpicos em 2016.

#### Suspensão da carteira de motorista
Cerca de um mês depois que assumiu, uma reportagem do Fantástico revelou que Maria estava com a carteira de motorista vencida desde 2010 por excesso de multas. Ela entregou a carteira para o Detran, que a suspendeu, seguindo o procedimento padrão do órgão.

#### Exoneração
No dia 24 de janeiro de 2017, durante o governo Temer, foi exonerada do cargo, e Renato Antonio Borges Dias assumiu em seu lugar. Durante a cerimônia de transição, recebeu do Ministro da Justiça e Segurança Pública Osmar Serraglio uma placa de reconhecimento e uma moeda institucional.

### Agência Nacional de Transportes Terrestres
No dia 2 de maio de 2017, assumiu a gerência executiva da Agência Nacional de Transportes Terrestres (ANTT), cargo que permaneceu até o dia 1 de outubro de 2021.

### Ministério dos Transportes
Durante a transição para o início do segundo governo Lula, foi cotada pelo Ministro da Justiça Flávio Dino para ser a nova Diretora-Geral da PRF, mas sofreu resistência por ter exercido cargo na ANTT durante o governo Bolsonaro. Em 1 de março de 2023, assumiu o cargo de Diretora do Departamento de Segurança no Trânsito do Ministério dos Transportes. Como primeira medida no cargo, prometeu dar continuidade ao Plano Nacional de Redução de Mortes e Lesões no Trânsito (Pnatrans).

## Condecorações
- Membro Titular do Conselho Consultivo do Sistema Brasileiro de Inteligência (2012)[4]
- Prêmio João Canuto (2012)[27]
- Ordem do Mérito Judiciário Militar no Grau Distinção (2014)[28]

## Impacto cultural
Ela serviu de inspiração para o quadrinho Alice, A Patrulheira (Roberto Sabino, 2012), onde divide sua jornada entre a família e as rodovias. A princípio, Alice não sabia da existência do quadrinho.